# Glycyphana quadrinotata
Glycyphana quadrinotata är en skalbaggsart som beskrevs av Moser 1912. Glycyphana quadrinotata ingår i släktet Glycyphana och familjen Cetoniidae. Inga underarter finns listade i Catalogue of Life.